# Eastern Air Lines

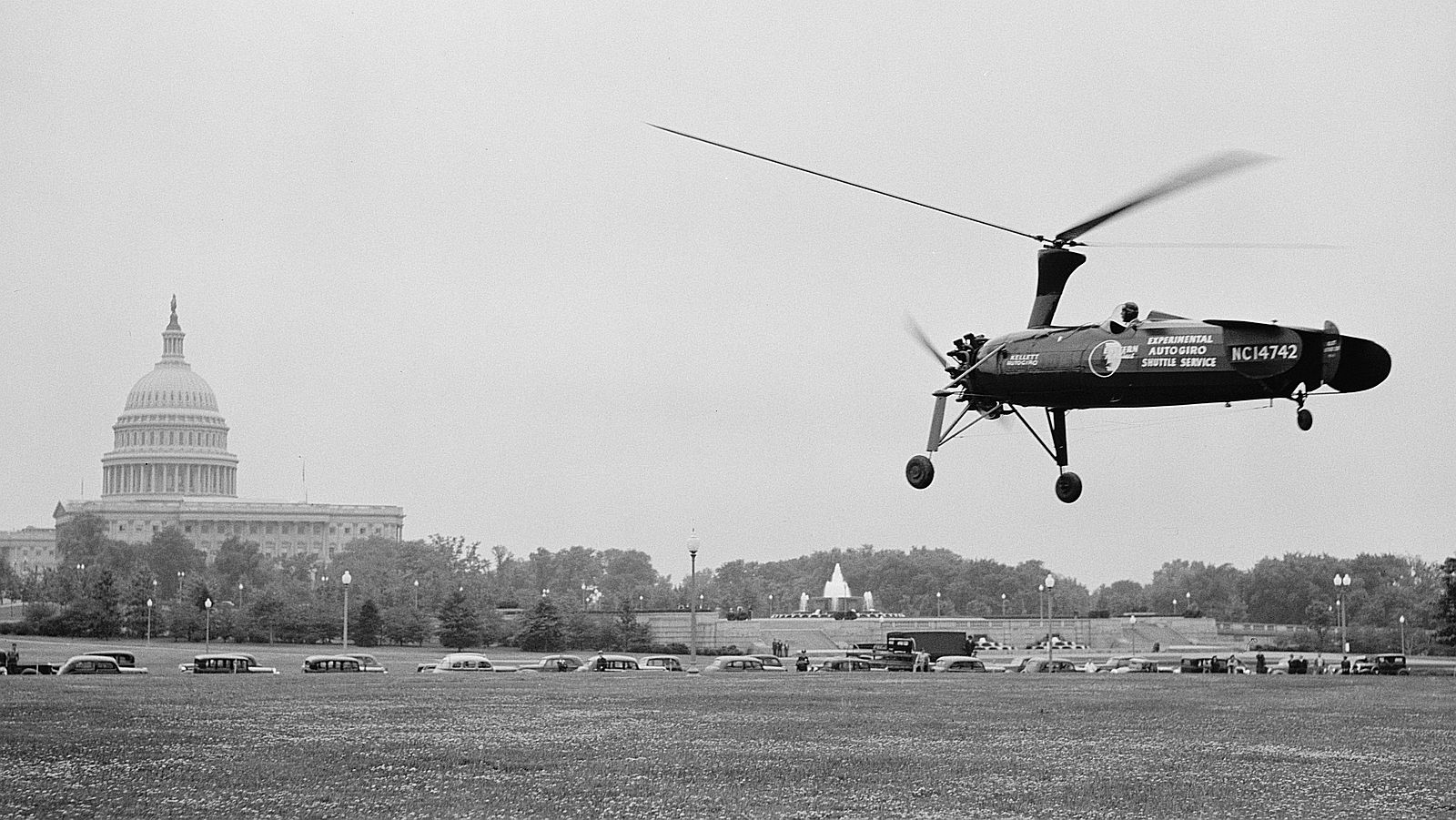
Demonstration av postflygning för huvudpostkontoret i Washington i närheten av Kapitolium i Washington, D.C., 1938

Johnny Miller levererar flygpostsäck, 1939

Eastern Air Lines var ett amerikanskt flygbolag, som grundades 1926 och gick i konkurs 1991. År 1977 blev Eastern Air Lines det första flygbolaget i USA att flyga ett Airbusflygplan. Det hade sitt huvudkontor på Miami International Airport i Florida.
Eastern Air Lines var det första flygbolag som regelbundet levererade luftpost med rotorplan. Bolaget använde en autogiro av typ Kellett KD-1 och drev trafik för United States Postal Service. Pilot var Kelletts tidigare chefsprovflygare Johnny Miller. Den första flygningen  med den första reguljära luftpostturen genomfördes den 6 juli 1939 mellan Camden Central Airport i New Jersey och Philadelphias huvudpostkontor.
Eastern Air Lines var föregångare för pendelflyg med avgångar varje timme mellan New York, Washington, D.C. och Boston 1961 som "Eastern Air Lines Shuttle". Bolaget tog över flygtrafiken mellan USA och Sydamerika från Braniff International, när detta flygbolag lades ned  1982 och hade också trafik från USA till London Gatwick via sin  "Golden Wings"- service med McDonnell Douglas DC-10. Den regelbundna trafiken över Atlanten mellan Miami och London Gatwick, började i juli 1985 och lades ned 1986.

## Flotta
- Airbus A300
- Boeing 727
- Lockheed L-1011 Tristar.

Eastern Air Lines hade bland annat följande flygplanstyper i sin flotta:

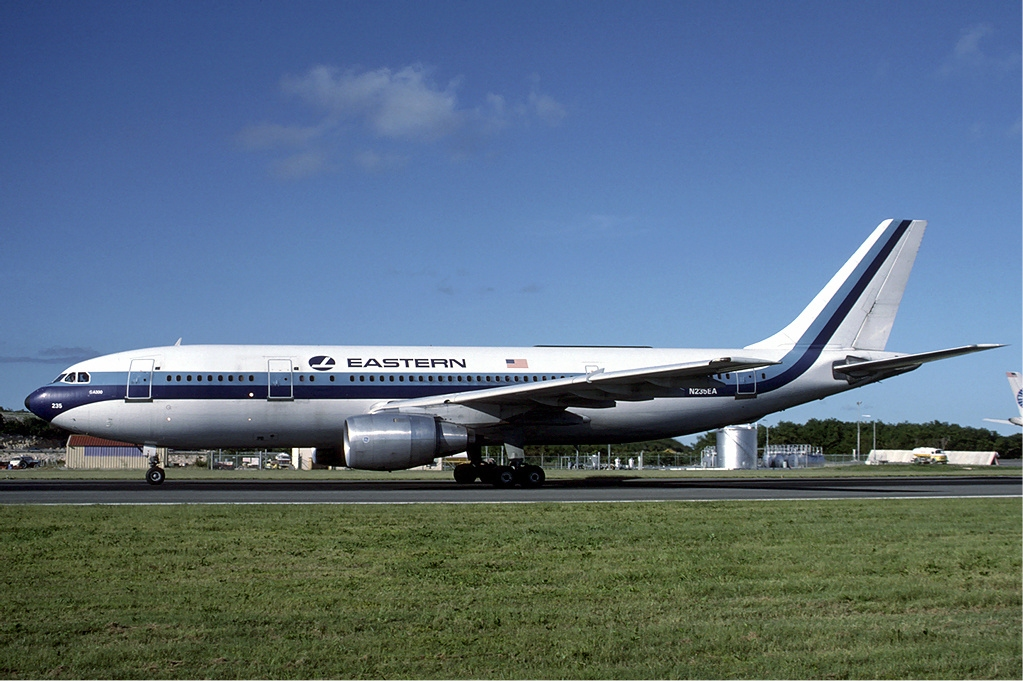
Airbus A300
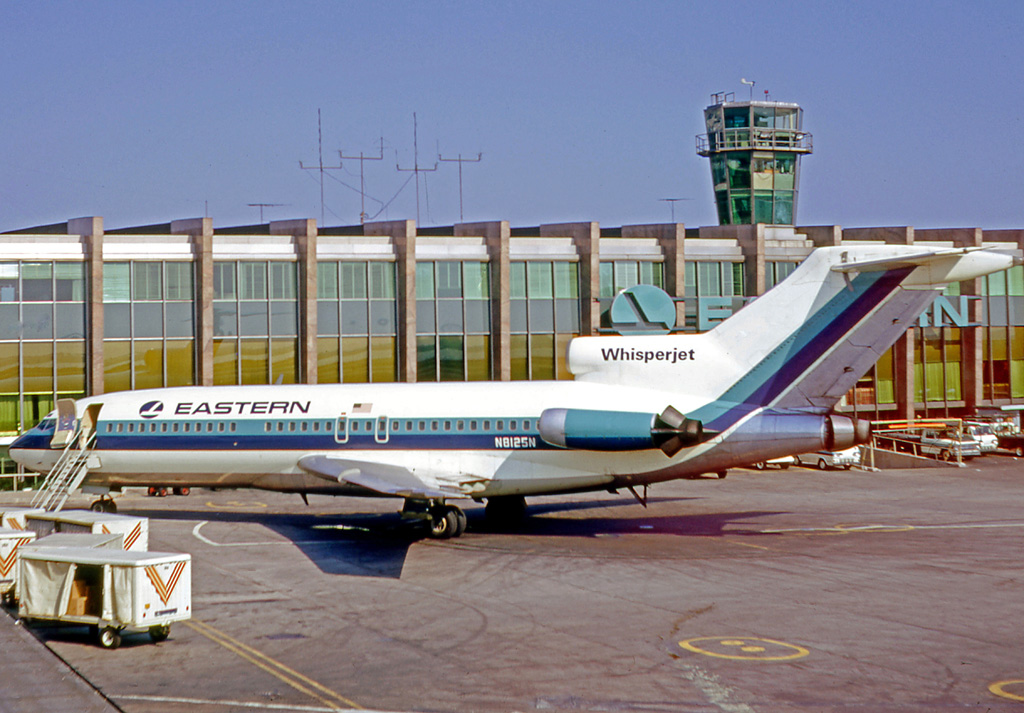
Boeing 720
- Boeing 727
- Boeing 747
- Boeing 757
- Convair CV-340
- Convair CV-440 Metropolitan
- Douglas DC-2
- Douglas DC-3
- Douglas DC-4
- Douglas DC-6
- Douglas DC-7
- Douglas DC-8
- Douglas DC-9
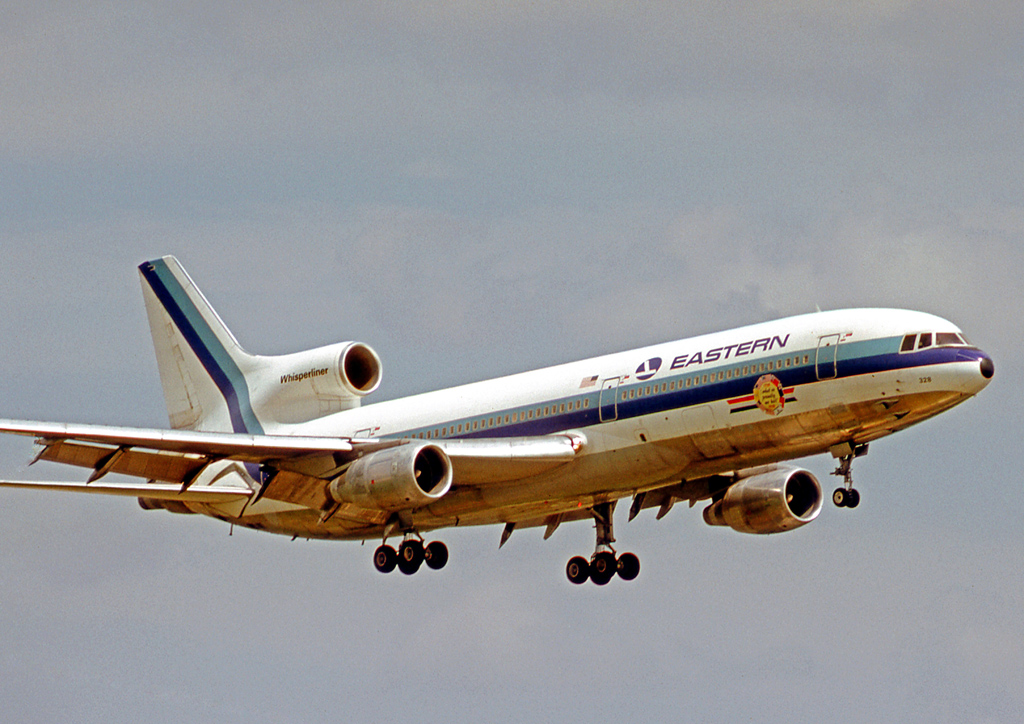
Lockheed L-649 Constellation, L-749 Constellation
- Lockheed L-1049 Super Constellation
- Lockheed L-188 Electra
- Lockheed L-1011 TriStar
- Martin 404
- McDonnell Douglas DC-10

## Haverier och incidenter
Den 29 december 1972 havererade en Lockheed L-1011 TriStar i ett träsk utanför Miami. Planet havererade på grund av att piloten hade råkat komma åt styrspaken när han skulle försöka slå på varningslampan för landningshjulet.
Den 11 september 1974 kraschade Eastern Air Lines flyg 212 fem kilometer före landningsbanan i Charlotte på grund av handhavandefel av besättningen.